# John Burt (hokej na travi)
John Burt (? — ?) je bivši škotski hokejaš na travi. 
Osvojio je brončano odličje na hokejaškom turniru na Olimpijskim igrama 1908. u Londonu igrajući za Škotsku. 

## Vanjske poveznice
- Profil na Sport Reference.com  Arhivirana inačica izvorne stranice od 13. studenoga 2012. (Wayback Machine)